# اوربیتال (رمان)
اوربیتال (به انگلیسی: Orbital) نام رمانی اثر سامانتا هاروی، نویسنده بریتانیایی است که در تاریخ ۲ نوامبر ۲۰۲۳ توسط انتشارات جاناتان کیپ در بریتانیا و در ۵ دسامبر ۲۰۲۳ توسط انتشارات گرو آتلانتیک در ایالات متحده منتشر شد. این رمان به شکلی عمیق و تأثیرگذار به بررسی احساسات و تجربیات انسانی در شرایطی غیرمعمول می‌پردازد.
سامانتا هاروی در سال ۲۰۲۴ برای رمان اوربیتال موفق به دریافت جایزه هاثورندن شد. این اثر همچنین به عنوان فینالیست جایزه داستان سیاسی جرج اورول و جایزه اورسولا کی. لو گین انتخاب شد و در نهایت جایزه معتبر من بوکر ۲۰۲۴ را نیز از آن خود کرد.

## طرح داستان
در رمان اوربیتال، سامانتا هاروی، داستانی دربارهٔ سفر شش فضانورد (دو زن و چهار مرد) از ملیت‌های مختلف به ایستگاه فضایی بین‌المللی خیالی را روایت می‌کند. این شخصیت‌ها شامل شان از آمریکا، پیترو از ایتالیا، آنتون و رومن از روسیه، چی از ژاپن، و نل از بریتانیا هستند. آنها در مدار ۲۵۰ مایلی زمین به دور سیاره زمین سفر می‌کنند؛ سفری که تنها یک روز طول می‌کشد و هر ۹۰ دقیقه با طلوع و غروب خورشید همراه است.
کتاب با ساختاری بر اساس مدارهای زمین، زیبایی‌های سیاره را از زاویه‌ای متفاوت به تصویر می‌کشد. فضانوردان در حین انجام آزمایش‌ها و فعالیت‌های روزمره، از دیدن جزئیات کوچک و شگفت‌انگیز مانند نور قایق‌های ماهیگیری یا تغییرات ظریف طبیعت به وجد می‌آیند.
این رمان، به‌جای تمرکز بر فجایع زیست‌محیطی آینده، به شکلی تأثیرگذار و تأمل‌برانگیز، انسان را به یاد می‌آورد که چقدر نسبت به تنها خانه‌اش بی‌اعتنا بوده است. با گذشت زمان، مرزهای تفاوت بین فضانوردان محو می‌شود و زندگی آن‌ها به نوعی هماهنگی رؤیایی می‌رسد که حتی خودشان نیز از اشتراک آن آگاه نیستند. در بخشی از داستان، شخصیت‌ها به‌عنوان جنبه‌های مختلف یک فرد واحد به تصویر کشیده می‌شوند، نشان‌دهنده این‌که هر فضانورد نمایانگر وجهی از روان انسان است.